# Coniaci
A coniaci a késő kréta földtörténeti időszak hat korszaka közül a harmadik, amely a turoni korszakot követően kezdődött 89,8 ± 0,3 millió évvel ezelőtt (mya) és a santoni korszakot megelőzően zárult 86,3 ± 0,5 mya.